# Johan Nordhagen
Johan Nordhagen, född 23 mars 1856 i Ringsakers kommum, död 28 augusti 1956, var en norsk konstnär. Han var far till  Rolf och Olaf Nordhagen.
Nordhagen verkade huvudsakligen som grafisk konstnär. Som etsare intog han platsen som en av de främsta. Hans etsningar efter berömda målningar som Rembrandts Emausbild i Köpenhamn eller arbeten av Erik Werenskiold, Nils Gude, August Cappelen och andra nådde stor berömmelse. Han framträdde även som originaletsare. Nordhagen är representerad vid Nationalmuseum.